# Paul Ouédraogo
Pour les articles homonymes, voir Ouedraogo.
Paul Yemboaro Ouédraogo, né le 3 mai 1948 à Treichville, est un prélat catholique burkinabè, archevêque de Bobo-Dioulasso de 2010 à 2024. Il a joué un grand rôle majeur pendant la crise de 2014 - 2015 pour le retour de la stabilité et la paix au Burkina Faso.

## Biographie
Il est ordonné prêtre en juillet 1974 pour le diocèse de Bobo-Dioulasso. 
Nommé évêque de Fada N’Gourma (de) en janvier 1997, il est consacré par le cardinal Jozef Tomko. Il devient ensuite archevêque de Bobo-Dioulasso en novembre 2010.
De 2013 à 2019, il est Président de la Conférence épiscopale Burkina-Niger.
Le 18 décembre 2024, il se retire de sa fonction d'archevêque de Bobo-Dioulasso pour raison d'âge. Il est remplacé par Laurent Birfuoré Dabiré.

## Action de paix
Après l'insurrection du 30-31 octobre 2014 au Burkina Faso, Paul Ouédraogo a été proposé par l'opinion publique comme président de la transition, mais l'Église Catholique a refusé,. Le 15 mars 2015, il est élu par les membres de la commission nationale de la réconciliation pour présider ladite commission. Cette commission a remis son rapport le 17 septembre 2015 au président de la transition. Il sera médiateur nationale lors du coup de force du 16 septembre 2015 au Burkina Faso pour une résolution pacifique de la crise. Il a toujours été partisan de l'inclusion de toutes les parties prenantes pour la constitution d'une paix durable au Burkina.